# Adolphe Blanchard
Pour les articles homonymes, voir Blanchard.
Adolphe Blanchard, né le 22 février 1811 à Nîmes et mort le 18 avril 1886 dans la même ville, est un avocat et homme politique français.

## Biographie
Né le 22 février 1811 à Nîmes, fils de Pierre Blanchard, alors avocat dans cette ville, Henry Melchior Eugène Adolphe Blanchard devient avocat au barreau de Nîmes.
En 1848, il est capitaine de la Garde nationale.
Légitimiste, il devient adjoint au maire de Nîmes sous la monarchie de Juillet. Lors des élections municipales de 1871, la liste qu'il conduit l'emporte face à celle de Donzel. Le 28 mai, il est officiellement nommé maire, succédant à Augustin Demians, dont le mandat avait pris fin avec le Second Empire ; il prend ses fonctions le 1er juin.
Dès 1871, il entreprend de nombreux travaux d'aménagement, dans un contexte pourtant difficile pour le pays. Le 4 septembre 1871, il interdit la manifestation pour le premier anniversaire de la IIIe République, qui se tient tout de même, et conduit à des affrontements avec les forces de l'ordre. Le 21 janvier 1872, il suscite de nouveaux heurts en remettant un manifeste à Henri d'Artois, appelé le « régénérateur de la patrie ». En juillet, il autorise les festivités célébrant la fête de la Fédération, à condition qu'elles se tiennent « silencieusement ».
Toujours en 1872, il engage d'importants travaux pour soutenir la candidature de Nîmes à l'accueil de l'école d'artillerie de Valence.
Favorable au parti de l'Ordre moral, il incite les nîmois à se rendre en pèlerinage à Lourdes. Il engage la restauration de multiples édifices religieux, mais aussi établissements scolaires.
En 1873, il inaugure la ligne de chemin de fer reliant Nîmes à Aigues-Mortes. En juin, il signe un décret cantonnant les prostituées aux deux rues Florian et du Cerisier. Avec 6 000 nîmois, il signe la pétition prônant la restauration monarchique. En novembre 1873, sa liste est réélue lors des municipales, et le préfet le reconduit pour quatre ans en janvier suivant.
En 1874, il déloge les habitants de l'hospice pour accueillir les artilleurs. Il fait ensuite installer l'année suivante un régiment de train. L'école d'artillerie ouvrira en 1876. 
En 1874, il inaugure le square Antonin et le monument d'Auguste Bosc. L'opposition des républicains allant croissant, il maintient toutefois sa ligne. En 1877, il est aux premières loges de la consécration de l'église Saint-Baudile.
Il remporte une nouvelle fois les élections municipales de 1878. Mais il ne tarde pas à s'opposer à la nouvelle majorité républicaine, arrivée au pouvoir en 1879, refusant notamment par deux fois d'installer un buste de Marianne dans l'hôtel de ville. Le nouveau préfet Paul Dumarest condamne ce geste et d'importantes manifestations éclatent. Il parvient toutefois à se maintenir.
Refusant en 1880 le pavoisement des édifices publics pour le 14 juillet, il finit par être révoqué par un arrêté du 6 juillet.
Il meurt le 18 avril 1886 dans sa ville, où une rue porte son nom.

## Décoration
- Chevalier de la Légion d'honneur (1877)[1]
- Commandeur de l'ordre de Saint-Grégoire-le-Grand[3]